# Helga y Flora
Helga y Flora è una serie televisiva cilena trasmessa su Canal 13 dal 25 aprile al 27 giugno 2020.

## Trama
La storia di Helga Gunkel e Flora Gutiérrez, le prime donne della polizia fiscale cilena. Entrambi vengono inviati alla loro prima missione: recarsi a Kerren, un ranch sull'Isla Grande de Tierra del Fuego, per indagare sul furto di Sigfried, un cavallo di sangue fine di proprietà di Don Raymond Gamper, un potente allevatore di origine tedesca , proprietario di tutto e di tutti, e su cui il governo del Cile sospetta che possa aiutare la Germania nazista.
Tuttavia, questo evento apre le porte a un intero mondo di misteri, segreti e storie incrociate in una terra inospitale. Questo semplice caso apparente nasconde un criminale che è tornato in città per vendetta, dando inizio a una serie di altri crimini che la gente preferisce ignorare ma per i nostri investigatori si trasforma in un misterioso puzzle di intrighi che devono essere risolti a rischio di perdere le loro stesse vite.

## Personaggi
- Raymond Gamper, interpretato da Alejandro Sieveking
- Flora Gutiérrez, interpretata da Catalina Saavedra
- Helga Gunkel, interpretata da Amalia Kassai
- David Acevedo, interpretato da Hernán Contreras
- Zacarías Llancaqueo,interpretato da Tiago Correa
- Ezequiel Ligman, interpretato da Ernesto Meléndez
- Úrsula Millán, interpretata da Daniela Lhorente
- Clara, interpretata da Alessandra Guerzoni
- Eduvigis Carimán, interpretata da Geraldine Neary
- Gabriel Gamper, interpretata da Giordano Rossi
- Remigio, interpretato da Aldo Parodi
- Alexander Nestroy, interpretato da Mario Ossandón
- Atilio, interpretato da Daniel Antivilo
- Attaché, interpretato da Juan Carlos Maldonado
- Aliaga, interpretato da Ernesto Gutiérrez
- Rosario, interpretata da Isidora Loyola
- Ramón, interpretato da Lisandro Cabascango